# 迈克尔·莫怀米
迈克·莫汉（英語：Michael "Mike" Morhaime），生于1967年，是暴雪娱乐的总裁，也是动视暴雪的共同创始人之一。

## 早年经历
莫汉于1985年毕业于格拉纳达山高中。他也是三角联谊会的校友，并在1990年从加州大学洛杉矶分校获得了学士学位。
在上六年级的时候，莫汉和他的哥哥姐姐一起购买了1978年首次发布的名为“Bally Professional Arcade”的电子游戏机。莫汉发现主机是可编程的，于是他自学了如何在上面编写简单的游戏，这是基于他在游戏通讯中找到的示例编程代码。
作为加州大学洛杉矶分校电子工程专业的学生，Morhaime更关注硬件，而不是软件。“我经常拖延，”他说，但在他得到一家圣何塞微芯片公司的实习机会后，情况发生了变化。在那里的实习期间，他学习了电路设计，当他回到学校时，他已经领先于他的计算机架构课。“我以前总是坐在后排，”他说，但在(硅谷)工作一段时间后，他说，“我开始坐在前排。”

## 职业生涯

### 暴雪娱乐
正是在加州大学洛杉矶分校的那段时间，莫汉遇到了另外两个人，他们一起创建了硅神经键，该公司后来更名为暴雪娱乐。最初的创始人还包括Allen Adham和Frank Pearce，他们在加州尔湾租了一间小办公室，希望在那里与其他公司的邻近对他们有利。
1995年，暴雪发布了第一款销量第一的游戏《魔兽争霸2》。莫汉说道:“可能正是这款游戏让暴雪声名鹊起。除了巨大的销量，“这是第一款你可以在互联网上体验的游戏”，这在当时是一种新奇的体验，同时也是其后来游戏的决定性卖点。
暴雪最大的成功伴随着一个艰难但并非不受欢迎的教训。在2004年末，他计划发布《魔兽世界》(WOW)，并认为更大的市场和更多的互动新游戏在他们的历史上首次要求玩家每月支付订阅费用可能会缓慢增长，将是一个不受欢迎的惊喜的游戏社区。他说道:“我们认为这种收费很可能会让玩家望而却步，而《魔兽世界》的销量也不会像我们之前的一些游戏那样快。”暴雪的所有生产和营销决策都是基于这一假设。令暴雪惊讶（不久后演变成恐慌）的是，《魔兽世界》卖得非常快，让准备不足的暴雪无法在短时间内为商家提供游戏。他说:“在第一年的整个时间里，我们都在努力满足需求。”“这可能让我们的寿命缩短了好几年。”截至2010年，《魔兽世界》大约有1100万订阅者。2017年，莫汉作为暴雪首席执行官赚了1230万美元。
2018年10月3日，莫汉宣布他将辞去公司总裁兼首席执行官的职务，转而担任公司顾问。他原来的职位被《魔兽世界》的执行制片人J·艾伦·布拉克取代。他的顾问角色于2019年4月7日结束。

### Dreamhaven
2020年，迈克·莫汉创立了新的电子游戏公司Dreamhaven。该公司位于加州尔湾，拥有两家游戏开发工作室，分别名为Secret Door和Moonshot Games。 Dreamhaven, Inc.隶属于Moonwell Studios LLC.

## 获奖情况
2008年，莫汉被列入Academy of Interactive Arts and Sciences' Hall of Fame。同年，他因暴雪创造的魔兽世界，与Stormfront Studios的Don Daglow和id Software的John Carmack一同获得了第59届年度技术与工程艾美奖。他是仅有的三名在技术与工程艾美奖和互动艺术与科学学会互动成就奖上获奖的设计师或制作人之一。
莫汉在2012年获得了国家安永科技类企业家奖。2019年，莫汉在西班牙巴塞罗那的Gamelab获得2019年荣誉奖，以表彰他在游戏行业的成功。
莫汉玩扑克，并在2006年版的骰子名人扑克锦标赛中获得第二名。在最后一轮中，他的对手是Scott Fischman和Perry Friedman(他们是《World Series of Poker》的专业玩家)，以及电子游戏开发商BioWare的联合创始人兼首席执行官Ray Muzyka。经过45分钟的比赛，Muzyka获胜，莫汉在比赛中获得第二名。

## 多媒体
2012年，莫汉在《The Guild》中客串了一个角色，这是一个关于MMORPG游戏玩家在线体验的网络系列游戏，借鉴了《魔兽世界》。他以与游戏社区的合作而闻名，但他也参与了2016年的电影《魔兽争霸》的制作。

## 个人生活
2010年，迈克和他交往多年的女友艾米·陈(Amy Chen)结婚。 2017年，迈克以225万美元的价格在加州河滨县的一个封闭式社区兰乔默拉日购买了一栋豪宅。 他是 ETC（一个由暴雪员工组成的重金属风格乐队）的成员和电贝斯手。